# Антонијев партски рат
Антонијев партски рат вођен је између 40. и 33. п. н. е. између Партског царства и Римске репубике. Други је оружани сукоб Партије и Рима. Завршио се победом Римљана.

## Узроци
Рат је добио назив по Марку Антонију, римском тријумвиру који је владао источним провинцијама Римске републике – Малом Азијом, Сиријом и Палестином. Грађанске ратове који су током више деценија беснели у Републици настојао је искористити партски краљ Ород II који је 40. године п.н. е. предузео поход кога су помогли одметнути римски војници под генералом Квинтом Лабијеном и Јевреји у Јудеји. Партске снаге под принцом Пакором заузеле су Сирију, Палестину и велики део Мале Азије. Антоније следеће године покреће офанзиву на челу са Публијем Вентидијем Басом.

## Рат
Публије је поразио Парте код Киликијских врата, а 38. п. н. е. и на планини Гиндар. У овој бици погинуо је Пакор, а Парти су избачени из Мале Азије и Сирије. Следеће године Римљани заузимају Палестину и у њој успостављају про-римски режим на челу са Иродом Великим.
Године 36. п. н. е. Марко Антоније лично преузима команду над римским и савезничким трупама покренувши офанзиву на Медију Атропатену, вазалну партску државу на обалама Каспијског мора. Антонијеве снаге опселе су атропатенску престоницу, али су се убрзо морале повући. У повратку је страдао велики број војника.
Две године касније Антоније покреће поход на Јерменију чији је владар прешао на партску страну. Поход је био успешан и донео Антонију велику количину плена са којим се вратио у Александрију код своје љубавнице Клеопатре.

## Завршетак рата
Нови поход против Парта спречио је успон Антонијевог савладара Октавијана који 32. п. н. е. покреће рат против Антонија у коме ће однети победу и преузети власт над читавом Римском државом.
Рат са Партијом формално је трајао још једанаест година, али за то време нису предузимане никакве значајније операције. Коначно, 20. п. н. е. склопљен је мировни споразум којим Партија постаје једна од вазалних држава Рима на истоку. Римљани су успели повратити једино орлове римских легија заробљених у бици код Каре. Тиме је Октавијан остварио симболичну победу.